# Diritto parlamentare
Con diritto parlamentare si fa riferimento al complesso di norme che disciplinano la composizione del Parlamento, la sua organizzazione interna, l'esercizio delle sue funzioni e i suoi rapporti con gli altri organi costituzionali o di rilevanza costituzionale e con i soggetti terzi.

## Rapporto con le altre discipline
Il termine identifica, in ambito accademico, la disciplina giuridica che studia il complesso di norme che regolano il Parlamento.
Tale denominazione è consolidata nella tradizione giuridica europeo-continentale, ma in altre tradizioni sono presenti denominazioni simili che includono grosso modo lo stesso nucleo di norme.
Non bisogna confondere il diritto parlamentare con la "procedura parlamentare", che si riferisce ad un nucleo di norme più ridotto, solo quelle procedurali (che sono comunque la maggior parte delle norme di diritto parlamentare). Si tratta di raccolte di parliamentary practices, che hanno maggiore fortuna nella tradizione giuridica dei Paesi anglosassoni: tra di esse, il testo di Erskine May raccoglie le pratiche del Parlamento britannico, considerato un classico fino al punto di essere citato come la fonte più autorevole dell'esistenza di convenzioni costituzionali in quell'ordinamento giuridico.
In Nordamerica, invece, dal 1876 è utilizzato il testo di Henry Martyn Robert, utilizzato anche in altre assemblee elettive, politiche e non. Il diritto delle assemblee politiche, del resto, costituisce un concetto più ampio rispetto al "diritto parlamentare", «riferendosi anche alle assemblee politiche non strettamente parlamentari» o la "procedura degli organi collegiali", che si riferiscono a nuclei di norme più ampi, comprendendo anche norme relative ad organi diversi dal Parlamento.
Per quanto riguarda la disciplina giuridica, essa deve indiscutibilmente essere considerata una branca specialistica del diritto costituzionale: sin dai primi del Novecento Vincenzo Miceli si batté invano per la creazione della prima cattedra di diritto parlamentare, ma "solo nel 1970 avemmo i primi tre vincitori di concorso: Giuliano Amato, Valerio Onida e Silvano Tosi".
Il legame con il diritto costituzionale risulta poi evidente per ragioni storiche e filosofiche:
- Sin dalla fine del Settecento la rivendicazione di assemblee parlamentari è andata di pari passo con la richiesta di carte costituzionali, d'altronde senza parlamenti le costituzioni ottocentesche sarebbero state inidonee a perseguire i loro principali obiettivi, e di conseguenza la disciplina di tali assemblee ha sempre costituito un contenuto necessario, e difatti sempre presente anche con un certo livello di dettaglio, delle carte costituzionali.
- Secondo i canoni del Costituzionalismo, come enunciati nell'articolo 16 della Dichiarazione dei diritti dell'uomo e del cittadino del 1789, perché si possa ritenere effettivamente esistente una Costituzione all'interno di un ordinamento e di conseguenza questo possa definirsi uno stato di diritto, occorrono la garanzia dei diritti e la separazione dei poteri. Il parlamento è uno strumento necessario per la realizzazione di tali due condizioni; infatti esso assicura, esercitando la funzione legislativa ed essendo un'assemblea elettiva, che le norme dell'ordinamento siano prodotte da rappresentanti dei cittadini, garantendo così i diritti di questi ultimi e ponendo un limite agli altri poteri.[8]

Inoltre il diritto parlamentare segna profondamente la forma di governo, incidendo in maniera determinante sui rapporti tra Parlamento e Governo.

## Storia del diritto parlamentare in Italia

### Lo Statuto Albertino e lo Stato Liberale (1848 - 1924)
Nel 1848 il re di Sardegna Carlo Alberto concesse lo Statuto Albertino, che riservava ampio spazio alla disciplina della struttura e delle funzioni del Parlamento, ben 32 articoli (artt. 33-64) sugli 84 totali.
Gli artt. 33-38 disciplinavano il Senato del Regno, indicavano analiticamente le categorie di persone tra le quali il re poteva nominare i senatori, che restavano tali a vita.
Gli artt. 39-47 disciplinavano la Camera dei deputati, di cui sancivano il carattere elettivo e la durata quinquennale (fatto salvo il potere di scioglimento da parte del sovrano, con obbligo, in capo a quest'ultimo, di convocare in tal caso una nuova Camera entro 4 mesi, ai sensi dell'art. 9 dello Statuto).
Gli artt. 48-64 contenevano disposizioni comuni alle due camere; in particolare l'art. 63 sanciva l'obbligatorietà dello scrutinio segreto nella votazione finale delle leggi e l'art. 61 disponeva che la Camera e il Senato dovessero adottare al più presto dei regolamenti interni per determinare i modi in cui esercitare le proprie attribuzioni.
Il Governo, guidato da Cesare Balbo, preparò dei regolamenti provvisori, basandosi sui modelli del periodo, in particolare quello francese del 1839 e quello belga del 1831, che già furono punto di riferimento per la stesura dello stesso Statuto.
Il testo del Regolamento della Camera in sostanza fu frutto di una traduzione letterale di tali modelli, quello del Senato presentò invece anche qualche influenza anglosassone. Le due camere adottarano rapidamente tali testi, deliberando senza alcuna discussione.
Nell'organizzazione del procedimento legislativo si optò per il "sistema degli uffici" (proprio dell'esperienza francese), a scapito degli altri due sistemi esistenti, quello "delle tre letture"(proprio dell'esperienza britannica) e quello delle commissioni permanenti (proprio dell'esperienza statunitense).
In tale sistema si aveva la suddivisione dei membri dell'Assemblea in collegi minori, detti "uffici", la cui composizione era designata mediante estrazione a sorte mensilmente o bimestralmente. Ogni progetto di legge veniva inviato a tutti gli uffici che prima lo discutevano informalmente, poi eleggevano al proprio interno uno o due relatori. Tutti i relatori andavano a costituire una sorta di commissione, denominata "ufficio centrale", che esaminava ed emendava il progetto di legge ascoltando il proponente, e quindi lo presentava all'Assemblea corredato di relazione.
Nel "sistema delle tre letture" era la stessa Assemblea a procedere all'esame preliminare di taglio generalissimo, poi si aveva l'esame in "comitato generale" ed infine l'approvazione formalizzata e finale in Assemblea.
Nel "sistema delle commissioni permanenti" si aveva una suddivisione dei membri dell'Assemblea in collegi minori specializzati per materia, detti commissioni permanenti, la cui composizione politica rispecchiava proporzionalmente quella dell'Assemblea.
Al Senato il regolamento provvisorio fu sostituito in maniera pressoché definitiva (con l'eccezione di qualche modifica nel 1861 e nel 1900) già nel 1850, invece alla Camera solo nel 1863, quindi dopo il passaggio istituzionale al Regno d'Italia e dopo il fallimento di diversi progetti di riforma nel 1850 e nel 1856. Tra l'altro tale testo fu tutt'altro che definitivo, rivisto già nel 1865 e soprattutto nel 1868, quando si tentò di introdurre il "sistema delle tre letture", poi nuovamente abbandonato in favore del "sistema degli uffici" già nel 1873, seppur con la contemporanea introduzione di alcune commissioni permanenti (bilancio, esame petizioni e biblioteca nel 1863, Giunta delle elezioni nel 1868, in coincidenza con la sua abolizione nel Regno Unito, dove tale competenza passò al giudice ordinario). Ma la riforma più rilevante si ebbe nel 1886 con l'introduzione della commissione/giunta per il regolamento, i cui membri erano nominati dal Presidente di Assemblea. Si ebbe così il passaggio dall'illusoria idea di dover operare ogni volta una "riforma d'insieme" a quella di condurre invece una costante "manutenzione regolamentare".
Negli anni successivi fu infatti tale commissione, presieduta da Ruggero Bonghi (già fondatore de "La Stampa" e Ministro della pubblica istruzione per la Destra storica), il motore delle riforme regolamentari (1888-1891) volte alla razionalizzazione, alla disciplina dell'andamento della discussione e all'introduzione, anche se solo come eventuale, del "sistema delle tre letture", poi di fatto poco utilizzato.
Nel 1898, il Governo Pelloux, propose una serie di misure restrittive in tema di pubblica sicurezza e di libertà di stampa; ciò scatenò, per la prima volta nel Parlamento statutario, l'ostruzionismo delle sinistre (in particolare del socialista Enrico Ferri), agevolato dall'adozione, per questo provvedimento, del "sistema delle tre letture".
Nel 1899 Pelloux decise quindi di introdurre alcune delle misure proposte con un decreto-legge (sulla cui conformità allo Statuto furono sollevate obiezioni sia dalla Corte dei conti che dalla Suprema Corte di Cassazione romana) e il Presidente della Commissione per il regolamento Sidney Sonnino, tra i principali sostenitori del governo, approntò una serie di modifiche regolamentari volte a ridurre drasticamente gli spazi all'ostruzionismo dell'opposizione, poi approvate, nonostante la profonda spaccatura creatasi sia in commissione che in Assemblea, nel 1900. Tutto ciò portò allo scioglimento anticipato e a nuove elezioni nel giugno dello stesso anno, che viderò la vittoria della Sinistra storica e portarono alla formazione del Governo Saracco (e poi del Governo Zanardelli-Giolitti).
Sotto la guida del nuovo presidente Tommaso Villa, la Camera azzerò le misure anti-ostruzionistiche introdotte dalla riforma regolamentare di Sonnino e stabilì inoltre che la Commissione per il regolamento sarebbe stata presieduta dallo stesso Presidente della Camera, e che i membri del "Ufficio di presidenza" sarebbero stati eletti con voto limitato, assicurando così che alcuni di essi fossero esponenti delle minoranze.
A soluzioni analoghe si giunse anche al Senato nel 1906 e nel 1910 su proposta del senatore Giorgio Arcoleo.
Nel 1912 vengono introdotti per legge il suffragio universale maschile e l'indennità parlamentare (a titolo di rimborso delle spese di corrispondenza, poiché l'art. 50 dello Statuto Albertino vietava la retribuzione dei parlamentari).
All'indomani della prima guerra mondiale, nel 1919 venne adottata una legge elettorale di tipo proporzionale. Le elezioni registrarono un netto successo dei partiti di massa, in particolare il Partito popolare e quello socialista a danno delle forze liberali. Nel 1920, su proposta del socialista Giuseppe Emanuele Modigliani, del deputato Vittorio Emanuele Orlando e del presidente Enrico De Nicola la Camera aggiunse 10 nuovi articoli al proprio regolamento. Essi erano relativi all'organizzazione per gruppi parlamentari (ognuno composto da almeno 20 deputati, chi non si sarebbe iscritto a nessun gruppo sarebbe finito nel Gruppo misto) e per commissioni permanenti. Ulteriori aggiustamenti furono apportati dalla Camera nella composizione eletta nel 1921, su proposta di De Nicola. In particolare con la riforma del 1922 furono aumentate le commissioni permanenti da 9 a 12 e si richiese che ciascun deputato, oltre ad essere membro di un gruppo, fosse necessariamente componente di una commissione permanente. Secondo Gaspare Ambrosini queste riforme regolamentari dei primissimi anni '20 sancirono il passaggio dal "Governo di gabinetto" al "Governo di partito".

### Lo Statuto Albertino e il ventennio fascista (1924 - 1943)
La Camera dei Deputati eletta nel 1924 sulla base della Legge Acerbo, composta in larghissima parte da appartenenti al "listone" fascista, approvò, nonostante la fierissima opposizione di Modigliani e Matteotti, una mozione del deputato Dino Grandi con la quale si dispose l'abrogazione delle modifiche regolamentari approvate nel 1920 e nel 1922 e quindi il ritorno al "sistema degli uffici".
Tale misura costituiva la traduzione istituzionale del disprezzo del Partito Nazionale Fascista verso la rappresentanza proporzionale e i partiti politici, ritenuti causa della corruzione morale e politica.
Nel 1925, sempre su proposta di Grandi furono approvate modifiche regolamentari volte a comprimere i diritti delle minoranze. Con la legge 2263/1925 si stabilì che nessun argomento poteva essere messo all'ordine del giorno delle Camere senza l'adesione del Capo del governo.
Nel 1928 fu introdotta una nuova legge elettorale secondo la quale gli elettori erano chiamati a dire "si" o "no" ad un'unica lista di candidati scelta dal Gran Consiglio del Fascismo.
Nel 1939 la Camera dei Deputati fu sostituita con la Camera dei Fasci e delle Corporazioni, organo privo di ogni carattere rappresentativo, essendo i suoi componenti designati dal Capo del Governo, che si riunì appena 27 volte, prima di essere soppresso nel 1943. Approvò ben 2395 leggi, nell'80% dei casi senza alcun emendamento. Al suo interno furono costituite 12 commissioni permanenti dotate di poteri deliberanti.
Le prerogative del Senato del Regno, organo assai vicino alla monarchia, furono invece lasciate, almeno formalmente, inalterate. Di fatto fu portato avanti un processo di fascistizzazione della sua composizione, con nuove "infornate" di senatori approvate dal Governo fascista e mediante l'avvicinamento al Partito fascista dei senatori non iscritti, ad opera dell'associazione "Unione nazionale fascista del Senato". Inoltre furono introdotte delle riforme regolamentari che privarono i senatori dell'autonomia legislativa e di qualsiasi libertà di discussione e di critica dei provvedimenti presentati dal governo. Alla fine del ventennio fascista i senatori iscritti al partito erano 426 su 452 e i 26 senatori antifascisti/non fascisti rimasti (tra cui Benedetto Croce) erano ormai da tempo rassegnati al silenzio.

### La Consulta Nazionale, l'Assemblea costituente e le neonate Camere Repubblicane (1945 - 1953)
Nel 1945, sulla base del Decreto legislativo luogotenenziale 539 fu istituita la Consulta Nazionale, composta da circa 400 membri designati dai partiti del Comitato di Liberazione Nazionale, e dotata esclusivamente di poteri consultivi. In base all'art. 29 del detto decreto, la Consulta finché non avesse adottato un proprio regolamento avrebbe dovuto far riferimento a quello della Camera dei Deputati in vigore prima della marcia su Roma (1922). In appena tre sedute l'organo adottò il proprio regolamento stabilendo la prevalenza dello scrutinio palese, grande innovazione in netto contrasto con il tradizionale principio statutario. Tenne la sua ultima seduta nel marzo 1946.
Nel 1946 la stessa soluzione fu adottata anche per l'Assemblea costituente, che, sulla base dell'art. 4 del Decreto legislativo luogotenenziale 98, applicò il regolamento della Camera dei Deputati in vigore nel 1922. L'Assemblea, a differenza della Consulta, non si diede un proprio regolamento, ma approvò solo alcune aggiunte al vecchio testo, istituendo la Commissione per la Costituzione (Commissione dei 75), la Commissione per i trattati internazionali (composta da 36 deputati), una commissione incaricata di riferire sulle domande di autorizzazione a procedere ed altre 4 commissioni permanenti per la legislazione ordinaria.
Nel 1948 anche la neonata Camera dei Deputati repubblicana diede implicitamente applicazione al testo regolamentare del 1922, prescindendo da quanto previsto dall'Art. 64 della Costituzione della Repubblica Italiana, in base al quale avrebbe dovuto approvare un proprio regolamento a maggioranza assoluta dei propri componenti.
Furono deliberate però alcune aggiunte: nel 1948 fu prevista la possibilità di costituire gruppi parlamentari con solo 10 deputati ove l'Ufficio di Presidenza riconosca che il gruppo rappresenti un partito organizzato nel paese; nel 1949 furono soppressi gli ultimi riferimenti ancora presenti nel testo del regolamento ai vecchi sistemi "delle tre letture" e "degli uffici", al "Re" e furono inserite alcune disposizioni della Costituzione che riguardano direttamente il funzionamento delle Camere.
Il nuovo Senato della Repubblica invece affrontò fin dalla sua prima seduta la questione del suo regolamento, adottando soltanto in via provvisoria il regolamento della Camera prefascista. Dopo ben 10 sedute la proposta di regolamento della giunta per il regolamento fu approvata con un voto plebiscitario (211 sì e 1 no su 212 senatori presenti). Il regolamento del Senato presentò ben presto grosse differenze con quello della Camera, in particolare con riferimento alla disciplina del voto segreto, alle modalità di revisione regolamentare, all'articolazione interna in "giunte" e "commissioni", alla disciplina dei procedimenti speciali previsti in costituzione (riesame di leggi rinviate dal Presidente della Repubblica, il seguito delle sentenze di accoglimento della Corte costituzionale, ecc...).
Sempre nella prima legislatura si ebbero alcune riforme regolamentari alla Camera, con riferimento alla programmazione dei lavori, alla conferenza dei presidenti (poi capigruppo), al procedimento legislativo, alla disciplina della sede redigente, alla procedura di revisione costituzionale ed alle prerogative dei parlamentari. Al Senato invece si preferì lasciare sostanzialmente inalterato il testo approvato nel 1948.

### Dai nuovi regolamenti del 1971 ad oggi (1971 - oggi)
Fu solo nel 1971, in una stagione di attuazione costituzionale, che si giunse alla redazione di regolamenti parlamentari integralmente nuovi e maggiormente coerenti. Nonostante vi fosse stato un certo livello di coordinamento tra le due Camere nella relazione dei nuovi regolamenti, sotto il forte stimolo dei presidenti Sandro Pertini (Camera) e Amintore Fanfani (Senato), non pochi rimasero gli elementi di differenziazione tra i due regolamenti, basti pensare al diverso "computo degli astenuti" e al diverso orientamento nell'approvazione dei nuovi statuti regionali.
I nuovi regolamenti portarono alla valorizzazione del lavoro nelle commissioni, dotate di rilevanti poteri conoscitivi e di indirizzo, e all'apertura del Parlamento alla società, superando il principio dell'esclusività del rapporto con in il Governo, che era sancito dall'Art. 59 dello Statuto Albertino.
Nel corso degli anni '80 i due regolamenti subirono diverse modifiche, in particolare in senso anti-ostruzionistico (alla Camera durante la presidenza di Nilde Iotti), contro l'uso spregiudicato delle prerogative parlamentari, che era stato fatto dagli agguerriti parlamentari radicali, entrati in parlamento nel 1979. Il tutto in una progressiva evoluzione che da un lato ha accentuato sempre di più la capacità decisionale delle due Camere, dall'altro ha riconosciuto sempre più ampie prerogative al Governo e ai Presidenti di Assemblea, il tutto affermando sempre più il carattere gruppocentrico dell'organizzazione e del funzionamento del Parlamento.
Al Senato il grosso delle modifiche fu apportato con un unico intervento nel 1988, sotto la presidenza di Giovanni Spadolini, con cui furono novellati 46 articoli ed introdotti altri 7 ex novo.
Alla Camera nel 1988 fu sancita la prevalenza del voto palese, come già previsto al Senato.
Nel 1990 vi furono ulteriori revisioni relativamente alla programmazione dei lavori ed alle procedure di revisione regolamentare.
Tra il 1997 e 1999 vi furono ulteriori modifiche, in coincidenza con i lavori della Commissione Bicamerale per le riforme costituzionali presieduta da Massimo D'Alema, per adeguare i regolamenti parlamentari all'evoluzione in senso maggioritario-bipolare della forma di governo italiana. Senza dubbio si ottenne una maggiore efficienza, con la generalizzazione del contingentamento dei tempi e garantendo anche alla Camera il rispetto della programmazione dei lavori, d'altro canto tutte le misure previste a tutela e garanzia dell'opposizione rimasero di fatto eluse e gli obblighi sorti in capo al Governo spesso disattesi, basti pensare al fallimento della valorizzazione dell'istruttoria in commissione e alla spudorata disapplicazione del "Premier question time".
Questo dato, assieme al mantenimento di vecchi ed "estremi" istituti, come la "questione di fiducia sui maxiemendamenti" o i "decreti-legge omnibus", pensati in contesti molto diversi, quando i Governi erano in balia dei mutevoli orientamenti dei gruppi di maggioranza, e quando il sistema elettorale proporzionale garantiva ampio spazio anche alle minoranze, preoccupa parte della dottrina giuridica, che ritiene critica l'attuale situazione della forma di governo italiana sempre più marcatamente "supermaggioritaria", con sostanziale assenza degli indispensabili contrappesi e senza alcun rafforzamento delle garanzie per le minoranze. Si ritiene che per garantire la stabilità dell'azione di governo si stia dando sempre più potere all'esecutivo, che con un dominio incontrollato ed incontrollabile di maggioranze parlamentari assolute (ottenute con nuovi sistemi elettorali), non risenta praticamente più della separazione dei poteri, lasciando pochissimo spazio alle garanzia dei diritti dell'opposizione, che, in un contesto di totale autonomia ed autodichia delle Camere (principio degli "Interna corporis"), non possano nemmeno essere protetti da organi terzi. Il tutto in un contesto politico-sociale che vede la crisi dei partiti politici tradizionali e quindi della stessa rappresentatività del Parlamento, basti pensare ai clamorosi esiti di alcuni referendum europei (in Francia, Paesi Bassi ed Irlanda) contro la volontà della stragrande maggioranza parlamentare.

## Fonti del diritto parlamentare in Italia
Le fonti del diritto parlamentare in Italia sono di varia natura.

### La Costituzione della Repubblica Italiana e le Leggi Costituzionali
La fonte principale è la Costituzione della Repubblica Italiana, che detta una cornice circa la struttura ed il funzionamento delle camere. La carta costituzionale si occupa del Parlamento nella Parte seconda al Titolo I in due sezioni, la prima rubricata "Le Camere" (artt. 55-69), dove disciplina le linee generali dell'organizzazione di Camera e Senato e le prerogative dello status di "parlamentare", la seconda rubricata "La formazione delle leggi" (artt. 70-82) dove viene disciplinato il procedimento legislativo (iter legis).
Oltre agli articoli contenuti nel Titolo I della Parte seconda, vi sono molti altri articoli della Costituzione che possono essere considerati fonti del diritto parlamentare, per esempio gli articoli 1, 48, 49, 50, 87, 88, 90, 91, 94, 96, 99, 100, 104, 117, 122, 126, 134, 135, 138 e 139, e in generale tutti gli altri articoli che incidano sulla struttura delle Camere o sulle loro attribuzioni o per esempio dispongano una riserva di legge, disciplinino in maniera diretta un procedimento parlamentare speciale (per es. il procedimento di revisione costituzionale), o prevedano l'istituzione di commissioni parlamentari (per es. la Commissione parlamentare per le questioni regionali).
Grazie alla propria "forma rigida", la Costituzione, a differenza dello Statuto Albertino, risulta chiaramente sovraordinata sia alla legge che ai regolamenti parlamentari, che quindi devono essere conformi alle norme costituzionali, anche se, a differenza di quanto viene previsto in altri testi costituzionali (per es. la Costituzione della Repubblica Francese del 1958), non è previsto un previo controllo di legittimità costituzionale su tali atti (vigendo nel nostro ordinamento il principio degli "Interna corporis").
Altre norme di rango costituzionale considerate fonti del diritto parlamentare sono quelle contenute in alcune Leggi Costituzionali, per esempio la Legge Costituzionale 1/1989 (che ha sottratto al Parlamento in seduta comune il potere di accusare i ministri per i reati compiuti nell'esercizio delle loro funzioni), la Legge Costituzionale 3/2001 (che ha inserito tra i compiti dei regolamenti parlamentari quello di prevedere forme di partecipazione degli enti locali alla Commissione parlamentare per le questioni regionali) e le Leggi Costituzionali che alla fine degli anni '90 hanno istituito la Commissione Bicamerale per le riforme istituzionali e la Commissione Bicamerale per le riforme costituzionali.

### La legge ordinaria
Anche la legge ordinaria costituisce fonte del Diritto parlamentare, in particolare con riferimento ad alcune materie per le quali la Costituzione dispone una riserva di legge: esempi sono le leggi che disciplinano l'individuazione dei casi di incompatibilità ed ineleggibilità (Art. 65 Cost.), quelle che disciplinano la procedura elettorale (Artt. 48 e 72 Cost.), quelle che disciplinano le indennità parlamentari (Artt. 69 e 81 Cost.), quelle che istituiscono procedimenti parlamentari duali in cui occorre delineare obblighi o oneri di soggetti esterni alle Camere, ecc...
A lungo la dottrina giuridica ha dibattuto sul modo di coordinare eventuali contrasti normativi tra legge ordinaria e regolamenti parlamentari. Secondo parte della dottrina basterebbe ricorrere al principio cronologico e al principio di specialità, secondo altri, invece, la questione sarebbe più teorica che pratica, posto che solitamente le due fonti operano sulla base di una marcata "divisione dei compiti".
Certamente il problema non si pone nei casi in cui vige la cd. riserva di regolamento parlamentare (art.64 Cost.), ad esempio per la disciplina dell'organizzazione interna di ciascuna delle Camere: ma su che cosa debba ricomprendersi come "organizzazione interna" - dopo la formulazione della tesi funzionalista - c'è grande incertezza e si guarda al metodo di risoluzione dei conflitti indicato dalla Corte costituzionale nella sentenza n. 120 del 2014.

### I Regolamenti parlamentari
Il nucleo centrale del Diritto parlamentare è comunque costituito dai Regolamenti parlamentari (artt. 64 e 72 Cost.). Nonostante il nomen iuris "regolamento" sia riferito di solito a fonti di grado sovra nazionale oppure a fonte secondaria, il Regolamento della Camera dei deputati e il Regolamento del Senato sono fonti di grado primario, testi cospicui cui la Costituzione lascia ampia autonomia per quanto riguarda l'organizzazione interna ed il funzionamento delle Camere.
Gli attuali regolamenti parlamentari sono in vigore dal 1971. Nei casi in cui il Parlamento si riunisce in seduta comune vige il Regolamento della Camera dei Deputati.

### Altre fonti
Altre fonti del Diritto parlamentare sono, infine, i cd. Regolamenti parlamentari minori (equiparati ai regolamenti parlamentari generali da parte della Giurisprudenza e di parte della dottrina), gli statuti dei gruppi parlamentari (ai sensi dell'Art. 53 del Regolamento del Senato) e le fonti non scritte (consuetudini costituzionali, convenzioni costituzionali, regole di correttezza costituzionale, prassi e precedenti).